# دون دونفي
دون دونفي (بالإنجليزية: Don Dunphy)‏ هو مذيع أمريكي، ولد في 5 يوليو 1908، وتوفي في 22 يوليو 1998.

## وصلات خارجية
- دون دونفي على موقع IMDb (الإنجليزية)
- دون دونفي على موقع قاعدة بيانات الفيلم (الإنجليزية)